# Antibiotic Stewardship
Antibiotic Stewardship (ABS) oder Antimicrobial Stewardship (AMS), von englisch stewardship ‚Verwaltung‘, beschreibt ein Konzept zum rationalen, systematischen und verantwortungsvollen Einsatz von Antibiotika bei Infektionskrankheiten.

## Begrifflichkeit
Das Robert Koch-Institut (RKI) versteht unter ABS „den rationalen und verantwortungsvollen Einsatz von Antibiotika – durch den Nachweis einer (bakteriellen) Infektion, die Wahl des geeigneten Antibiotikums, Anpassung der Therapiedauer, Dosierung und Form der Antibiotika-Gabe. Ziel ist, die Patienten bestmöglich zu behandeln und gleichzeitig zu verhindern, dass Selektionsprozesse und Resistenzen bei den Bakterien auftreten.“
Die Deutsche Gesellschaft für Infektiologie (DGI) beschreibt ABS als „ein programmatisches, nachhaltiges Bemühen einer medizinischen Institution um Verbesserung und Sicherstellung einer rationalen Antiinfektivaverordnungspraxis ... (mit) Strategien bzw. Maßnahmen, die die Qualität der Antiinfektivabehandlung bezüglich Auswahl, Dosierung, Applikation und Anwendungsdauer sichern, um das beste klinische Behandlungsergebnis unter Beachtung einer minimalen Toxizität für den Patienten zu erreichen.“
Nach einer weiteren Beschreibung umfasst ABS insbesondere Maßnahmen, Antiinfektiva evidenzbasiert einzusetzen und zugleich eine Resistenzentwicklung zu verhindern.
Während im deutschen Sprachraum überwiegend „Antibiotic Stewardship“ bzw. ABS gebräuchlich ist, wird im angloamerikanischen Sprachraum eher „antimicrobial stewardship“ bzw. AMS benutzt: Diese oft synonym verwendeten bzw. austauschbar erscheinenden Begriffe benennen jedoch prinzipiell zwei Seiten einer Medaille: einerseits mit AMS den Umgang mit dem Resistenzproblem, und andererseits mit ABS den Umgang mit dem hierfür mitverantwortlichen Antibiotikaeinsatz. Zunächst stand die „Erregerseite“ – also die Beobachtung der resistenten Erreger bzw. die Vermeidung ihrer Ausbreitung – im Vordergrund, wohingegen die „Verordnungsseite“ erst verzögert ins Blickfeld geriet.

## Hintergrund
Resistenzen gegen Antibiotika (AB) stellen eine große globale Herausforderung für die öffentliche Gesundheit dar. Allein 2019 waren sie Schätzungen der WHO zufolge ursächlich für den Tod von annähernd 5 Millionen Menschen weltweit. Besonders betroffen sind hierbei Menschen in Ländern mit niedrigem und mittlerem Einkommen. In der Europäischen Union sterben nach Berechnungen des Europäischen Zentrums für die Prävention und die Kontrolle von Krankheiten (ECDC) jedes Jahr ca. 35.000 Menschen infolge von antimikrobiellen Resistenzen (ECDC 2022).

### Besonderheit von Antibiotikatherapien
Im Gegensatz zu medikamentösen Therapien anderer Krankheiten ist bei vermuteten Infektionskrankheiten zu Beginn oft nicht klar:
ob es sich tatsächlich um eine Infektion oder einen anderweitig ausgelösten entzündlichen Prozess handelt,
ob beim Vorliegen einer Infektion Bakterien ursächlich sind – die einer AB-Therapie zugänglich wären – oder andere Erreger, insbesondere Viren – bei denen AB wirkungslos sind,
ob bei einer bakteriellen Infektion der Organismus die Krankheit nicht von alleine, bzw. mithilfe seiner körpereigenen Immunabwehr, überwinden kann (unbenommen der „symptomatischen“ Medikamentengabe etwa zur Schmerzlinderung, Fiebersenkung etc.),
welche Bakterien im Falle einer AB-pflichtigen bakteriellen Infektion verantwortlich sind, und welche Empfindlichkeiten bzw. Resistenzen haben sie gegenüber potentiell verfügbaren AB, wie ein ausgewähltes AB optimal einzusetzen ist, insbes. Tagesdosis, Dosisverteilung, Verabreichung oral oder parenteral, Therapiedauer.
Obwohl bakterielle Infektionen überwiegend lokal, bzw. in bestimmten Organbereichen wie Respirationstrakt oder Harnwegen, auftreten, wirken AB i. d. R. „systemisch“ (Ausnahme: topische AB), also weit über den eigentlichen Zielort hinaus. Dort können ortsansässige Bakterien – die sog. „natürliche Flora“ – auf Haut oder Schleimhäuten insbes. des Darms in Mitleidenschaft gezogen werden, was in typischen AB-Nebenwirkungen wie etwa Candidose oder Durchfall resultieren kann, bis hin zu schwerwiegenden Komplikationen wie der Clostridoides-difficile-Infektion. Daneben können, wie auch bei anderen Medikamenten, eine Reihe von weiteren, insbesondere allergischen, Nebenwirkungen auftreten. Gerade bei eher leichten Infektionen kann daher die Balance zwischen erzielbarer Wirkung und unerwünschter Nebenwirkung von AB für den Patienten ungünstig ausfallen.
Jede AB-Therapie führt bei Bakterien zu Selektionseffekten, primär bei den ursprünglich adressierten krankheitsauslösenden Bakterien und sekundär bei der „natürlichen Flora“. Da Bakterien z. T. bereits eine natürliche Resistenz mitbringen, werden oft nicht alle eine Infektion verursachenden Bakterien durch eine AB-Therapie abgetötet oder in ihrer Vermehrung gehemmt, die verbleibenden Bakterien können jedoch durch das Immunsystem kontrolliert werden und die Infektion wird überwunden. Je höher jedoch der Resistenzgrad der mit einem AB behandelten Bakterien ist, desto höher ist die Chance, dass selbst nach überwundener Infektionskrankheit solche resistenten Bakterien im Organismus überdauern. Führen sie beim gleichen Individuum zu erneut zu einer Infektionskrankheit, würde das ursprünglich eingesetzte und dabei noch wirksame AB nun schlechter oder gar nicht mehr wirksam sein. Als Konsequenz müsste auf andere AB ausgewichen werden, sog. Breitspektrum-AB, die einerseits erneut resistenzbegünstigend bei den „primär“ adressierten Bakterien sind und somit deren Resistenzmuster noch verstärken, bis hin zu. Multiresistenzen, andererseits aufgrund ihres breiten Spektrums umso mehr die „natürlichen Flora“ in Mitleidenschaft ziehen – mit den o. g. AB-Nebenwirkungen sowie einer Vervielfachung der Resistenzbegünstigung.
Diese Resistenzproblematik betrifft zunächst nur ein mit AB behandeltes Individuum. Dadurch, dass Bakterien leicht zwischen Individuen übertragbar sind, können sich auch resistente Bakterien in der Bevölkerung ausbreiten und damit das Problem vervielfältigen. Die Übertragung resistenter Bakterien findet naturgemäß vor allem am Ort ihres Entstehens statt, also in medizinischen Einrichtungen, insbesondere auf Intensivstationen mit einem besonders hohen AB-Einsatz.
Darüber hinaus können in die Umwelt eingebrachte AB – etwa bei der Produktion oder nach der Einnahme in menschlichen Abwässern etc. – auch dort bakterielle Resistenzen begünstigen, die später wieder auf Menschen gelangen und dann zu den vorgenannten Problemen führen können (auf die Problematik der in der Veterinärmedizin zum Einsatz kommenden AB sei gesondert hingewiesen).
Dies alles zusammengenommen führt dazu, dass speziell bei der Stoffgruppe der AB in puncto Wirksamkeit, Nebenwirkungspotential und Resistenzentwicklung ein deutlich höheres Maß an Sorgsamkeit bei ihrem Einsatz angebracht ist als bei vielen anderen Medikamenten, was zur besonderen Rolle des ABS führt.

### Entstehungsgeschichte
Zwar wird seit Jahrzehnten darüber diskutiert, dass ein nennenswerter Teil der Antibiotikagaben medizinisch gar nicht erforderlich oder zumindest ungezielt sei, und dies einen Hauptfaktor für die zunehmenden AB-Resistenzen darstelle. Um diese negative Entwicklung zu verlangsamen oder sogar umzukehren, wurden insbes. in den letzten Jahren eine Vielzahl von Maßnahmen im Kontext von ABS entwickelt und umgesetzt.
ABS/AMS wird zunehmend ausgebaut, derzeit befindet sich dieser Komplex in einem dynamischen Entwicklungsprozess.

## Ziele
Primäres Ziel von ABS ist die möglichst effektive Therapie von Infektionskrankheiten, d. h. einerseits Reduktion von Morbidität und Letalität und andererseits Reduktion von therapiebedingten Nebenwirkungen. Sekundäres Ziel von ABS ist die Unterbindung von bakteriellen Resistenzentwicklungen im Individuum und damit ihrer Übertragung auf weitere Individuen. Tertiäres Ziel ist durch einen möglichst rationalen Antibiotikaeinsatz (auch im Rahmen prophylaktischer Antibiotikagaben) die Reduktion von Therapiekosten bzw. von Kosten der durch AB bedingten Nebenwirkungen und der Resistenzproblematik.
(vgl. auch Abschnitt Effekte / Evaluation)

## Gesundheitspolitischer Rahmen international und national
In der Gesundheitspolitik besteht weltweit inzwischen das Bewusstsein der Notwendigkeit von ABS: Dies umfasst

– die Weltgesundheitsorganisation (WHO), die u. a. den Rahmen für integrierte ABS-Aktivitäten formuliert hat bzw. jährlich im November zu einer Antibiotika-Achtsamkeitswoche aufruft

– das Europäische Zentrum für die Prävention und die Kontrolle von Krankheiten (ECDC),

In der EU wurden in den letzten Jahren eine Reihe von Maßnahmen etabliert, die u. a. die Surveillance von Antibiotikaresistenzen und von Antibiotikaverbräuchen mit Blick auf ABS umfassten.
Aufgrund der unterschiedlichen Gesundheitssysteme ist ABS zum Teil von nationalen oder regionalen Gegebenheiten abhängig. Nachfolgend wird auf die Situation in Deutschland fokussiert.
Das bundesdeutsche RKI, als zentrale Einrichtung der Bundesregierung auf dem Gebiet der Krankheitsüberwachung und -prävention, zählt den rationalen Einsatz von Antibiotika zu den wichtigsten Maßnahmen, um die Entwicklung und Verbreitung von Antibiotikaresistenzen einzudämmen.
Beginnend 2008 wurde in Deutschland die Deutsche Antibiotika-Resistenzstrategie (DART) in die politische Agenda aufgenommen. Auf DART 2020 aufsetzend wurde anschließend DART 2030 aufgelegt, mit einem besonderen „Handlungsfeld Sachgerechter Antibiotikaeinsatz“.
Ab etwa 2010 entstanden in Deutschland eine Reihe von ABS-Programmen, initiiert von unterschiedlichen Institutionen, vorwiegend ausgerichtet auf den stationären, zunehmend aber auch auf den ambulanten Sektor (s. u.).

## Wirkungsbereiche, Akteure, Initiativen
ABS kann überall dort zur Anwendung kommen, wo Antibiotika verordnet werden, also in der stationären und der ambulanten Medizin (sowie der Veterinärmedizin). Akteure sind dementsprechend in erster Linie die verschreibenden Ärztinnen und Ärzte (bzw. Veterinäre).
ABS hielt naheliegenderweise zunächst im Krankenhaus Einzug, denn hier wurden die resistenten Erreger meist entdeckt, und hier erfolgten auch viele und breit angelegte Antibiotikagaben. Um 2010 entstanden nach und nach ABS-Ansätze in den Kliniken. Da gut 80 % der beim Menschen eingesetzten Antibiotika im ambulanten Sektor verordnet werden, fand inzwischen auch, ab etwa Mitte der 2010er Jahre, die ambulante Medizin zunehmend Berücksichtigung bei ABS.

### Interdisziplinarität
Das Management einer Infektionskrankheit, und damit ABS, ist prinzipiell interprofessionell angelegt. Eine Antibiotikaverordnung fällt zwar primär in den ärztlichen Kompetenzbereich, ist jedoch aufgrund der geschilderten Umstände ein komplexerer Prozess, der die Einbeziehung von weiteren Fachdisziplinen sinnvoll macht. Hierbei zu nennen wären vor allem die Mikrobiologie, die dem behandelnden Arzt Informationen zu Erregern und deren ggf. vorhandenen Resistenz beim individuellen Patienten liefert, die Pharmazie – Apothekerinnen und Apotheker können wichtige Informationen zu antibiotischen Arzneistoffen ergänzen, wie etwa Dosierung und Nebenwirkungsspektrum, sowie die Epidemiologie bzw. der öffentliche Gesundheitsdienst.

### Stationäre Medizin
Die strukturellen Voraussetzungen und Prozesse von ABS stationär werden in einer umfangreichen Leitlinie modellhaft dargestellt. In dieser Leitlinie wird u. a. die Einrichtung von klinikeigenen ABS-Teams mit entsprechender Fachkompetenz empfohlen. Solche ABS-Teams haben sich inzwischen in vielen Krankenhäusern etabliert und setzen dort ABS entsprechend der klinikspezifischen Anforderungen und Gegebenheiten um, z. B. mittels klinikspezifischer Antibiotika-Therapieempfehlungen (s. u.).

### Ambulante Medizin
Für die ambulante Medizin existiert kein der stationären Medizin vergleichbares in Form einer Leitlinie formalisiertes Konzept. Dies hat zum Teil historische Gründe (s. o.), spiegelt aber auch die gegenüber der stationären Medizin größere fachliche Variabilität der ambulanten Medizin wider, sowie deren Organisationsgrad – meist Einzel- oder Doppelpraxen mit nur eingeschränkter Kapazität für solche Maßnahmen.
Um hier Grundlagen zu schaffen, lud das Robert Koch-Institut (RKI) 2018 erstmals die bislang im ambulanten Sektor herausragenden ABS-Projekte ein, RKI: Die dort aufgetretenen Projekte arbeiten mit unterschiedlichen Ansätzen, darunter ärztliche Fortbildung und Kommunikation, aber auch Kommunikation mit Patienten, sowie mit anderen zum Teil innovativen Ansätzen.
2021 fand eine Fortsetzungstagung am RKI statt, die der Förderung des Ausbaus und der weiteren Vernetzung der ambulanten Ansätze dienen sollte. Auch auf Fachkongressen war ABS inzwischen mehrfach vertreten, z. B. dem Jahreskongress 2019 der Deutschen Ges. für Allgemeinmedizin und Familienmedizin (DEGAM) Trotz dieser Aktivitäten ist festzustellen, dass ABS im ambulanten Bereich noch deutlich ausbaufähig erscheint.

### ABS-Initiativen und -Netzwerke
Deutschlandweit hat sich eine Antibiotic Stewardship-Initiative gegründet, die orts- und fachübergreifend die bisherigen ABS-Entwicklungen dokumentiert und fördert.
Regional gibt es eine Reihe von ABS-Netzwerken mit unterschiedlichen Ansätzen und Schwerpunkten. Sinn solcher Netze ist v. a. der regional bereits bestehende Kontakt einzelner Akteure vor Ort und die effektivere Organisation etwa von Fortbildungsveranstaltungen oder Einführung von Maßnahmen. Zu nennen ist beispielsweise das ABS-Netzwerk Westfalen-Lippe, sowie weitere Netze.
Schließlich existieren auch lokale ABS-Netzwerke, die darauf basieren, dass innerhalb etwa einer Stadt sich die viele Akteure untereinander persönlich kennen bzw. die lokalen ambulanten Fachgruppen bzw. Klinikabteilungen, Labore, Apotheken u. s. w. eng verbunden sind – so dass sich hier prinzipiell leichter ABS-Inhalte umsetzen lassen können. Ein Beispiel für ein solches lokales Netz ist das 2016 gegründete Projekt AnTiB.
Darüber hinaus gibt es auch fachspezifische ABS-Netzwerke, wie etwa (Auswahl):

– interdisziplinäre und interprofessionelle Sektion ABS in der Paul-Ehrlich-Ges. für Infektionstherapie (PEG) 08/2024 in Gründung

– AG Antibiotic Stewardship (ABS) in der Pädiatrie

– AG ABS ambulante Pädiatrie (ABSaP)

### ABS-Einsatzbereiche außerhalb der Humanmedizin
Hier ist auf den oft unsachgemäßen AB-Einsatz in der Veterinärmedizin hinzuweisen, oder auf Umweltaspekte wie AB im Abwasser von medizinischen Einrichtungen oder von Haushalten, sowie auf die Problematik bei der AB-Herstellung mit teils Kontamination der Umwelt. Mit solchen Aspekten befassen sich oft Nichtregierungsorganisationen (NGOs) wie etwa die BUKO-Pharmakampagne oder Germanwatch.

## Konzepte und Maßnahmen
Verschiedenste Konzepte und Maßnahmen sind einsetzbar, die beeinflussen können, dass in einer entsprechenden Arzt-Patienten-Konsultation eine Antibiotikaentscheidung im Sinne von ABS getroffen wird. Diese Maßnahmen können in verschiedene Kategorien unterteilt werden, wobei sich zum Teil Überschneidungen ergeben. Die Aufzählung erhebt keinen Anspruch auf Vollständigkeit. Einzelne Maßnahmen können spontan von den vorgenannten Akteuren zum Einsatz kommen, oder in Form von ABS-Programmen.

### Allgemeine ärztliche Bildungsmaßnahmen
Ärztliche Bildungsmaßnahmen umfassen die Ausbildung (bzw. das Medizinstudium), die Weiterbildung (zum Facharzt) und schließlich die Fortbildung (nach dem Facharzt). In den Lehrplänen der Medizinstudiengänge stellt ABS noch die Ausnahme dar. Im Modellstudiengang Medizin an der Medizinischen Fakultät OWL der Universität Bielefeld ist das Thema ABS bereits in mehreren Studieneinheiten verankert („Blut und Immunsystem“, „Atmung“, „Urogenitalsystem“ sowie „Umgang mit dem Wunsch von Patienten nach Antibiotika“; weitere Einheiten in Planung). Der Stand der ABS-Integrierung in den unterschiedlichen Facharztdisziplinen ist nicht bekannt. Für die Fortbildung hingegen existiert bereits eine Vielzahl von Angeboten.

### Spezialisierte ärztliche Bildungsmaßnahmen
Die Bundesärztekammer entwickelte einen ABS-Fortbildungsrahmen.
In Deutschland gibt es inzwischen eine Vielzahl von ABS-Bildungsangeboten auf verschiedenen Ebenen, etwa über die bundesweite ABS-Initiative, über ärztliche Institutionen wie Landesärztekammern, über ärztliche Fachgruppen usw., wobei etwa ABS-Zertifikate in unterschiedlichen Qualifizierungsstufen vergeben werden.
Auch wenn es sinnvoll erscheint, in naher Zukunft möglichst viele Ärztinnen und Ärzte, sowie andere medizinische Fachdisziplinen, mit formalen ABS-Qualifikationen zu versehen, im Sinne von „Strukturqualität“ nach dem klassischen Modell, so kann auch am „point of care“ der Versorgung in Arztpraxis oder Krankenhaus sachgemäßes Verordnen von AB ohne solche formalen Grundlagen gelingen, etwa entlang von Leitlinien etc., im Sinne von „Prozessqualität“.

### Leitlinien und Scores
Für eine Reihe von Infektionskrankheiten existieren Leitlinien, verfügbar etwa bei der Arbeitsgemeinschaft der Wissenschaftlichen Medizinischen Fachgesellschaften (AWMF), der Deutschen Ges. für Allgemeinmedizin und Familienmedizin (DEGAM) mit den DEGAM-Leitlinien oder der DGI mit Infektopedia. Diese Leitlinien sind mehrheitlich auf den stationären Sektor ausgerichtet. Für den ambulanten Sektor hingegen besteht noch Ausbaubedarf, insbesondere was deren Brauchbarkeit im enggetakteten Praxisalltag angeht.
Neben den klassischen „top down“ von Fachgesellschaften für die an der Basis tätigen Ärzte produzierten Leitlinien entwickelt sich allmählich auch ein neues Format von „bottom up“ von lokalen Fachgruppen entwickelten Antibiotika-Handlungsempfehlungen, etwa im Projekt AnTiB, z.B.Antibiotika-Praxisempfehlungen Pädiatrie. Dieser innovative, Ansatz unter Mitnahme möglichst vieler Akteure vor Ort, bzw. aus der Praxis für die Praxis, könnte evtl. zu einer höheren Akzeptanz von ABS-Empfehlungen führen.
In bestimmten Fachbereichen existieren Scores als schnelle Entscheidungshilfen, z. B. der McIsaac-Score bzw. der Centor-Score bei Tonsillitis.

### Rolle von regionalen Daten zu AB-Resistenzen und -Verbräuchen
Die Verbreitung von bestimmten bakteriellen Erregern, und deren Resistenzmuster, fällt regional bzw. lokal z. T. recht unterschiedlich aus. Im infektiologischen Bereich entwickelte Leitlinien gehen darauf bislang kaum ein. Für zielgerichtete Antibiotikaempfehlungen sollten jedoch grundsätzlich regionale Erreger- und Resistenzdaten (E&R-Daten) zur Verfügung stehen. Ein in dieser Hinsicht wegweisendes Projekt mit der Zurverfügungstellung von E&R-Daten aus mehreren Kliniken wurde in den letzten Jahren in Ostwestfalen-Lippe etabliert: Kinbiotics insbes. mit dem „Resistenz-Observatorium OWL“.
Eine solche E&R-Surveillance wird sinnvollerweise ergänzt durch eine Surveillance der regionalen AB-Verbräuche. Es ist naheliegend, dass das Resistenzgeschehen nicht unerheblich durch das AB-Verordnungsverhalten vor Ort beeinflusst wird, im negativen wie im positiven Sinne, d. h., dass mehr und „breitere“ AB-Verordnungen das Resistenzniveau erhöhen, weniger und „schmalere“ Verordnungen es aber auch wieder absenken können – jeweils mit einem gewissen Zeitverzug. Die zunächst Beobachtung und anschließend gezielte Beeinflussung dieses Wechselspiels ist ein wichtiges Instrument für ABS.

### IT-Unterstützung
Sowohl im ambulanten als auch im stationären Bereich erfolgen Medikamentenverordnungen zunehmend via Patientenverwaltungssysteme (PVS, ambulant) bzw. Klinikinformationssysteme (KIS, stationär). Es erscheint daher naheliegend, die Optionen von PVS bzw. KIS bei Antibiotikaverordnungen zu erfassen bzw. in die Praxis umzusetzen. Speziell hierin dürfte ein großes Potential für eine breite ABS-Anwendung liegen. Tatsächlich wurde in den letzten Jahren einiges über systemische Konzepte von Informationstechnologie (IT) für ABS publiziert. Zumindest in Deutschland ist eine praktische Umsetzung allenfalls im stationären Bereich in Ansätzen erkennbar, im ambulanten Bereich hingegen noch gar nicht.

### Ärztliche Kommunikation, Feedback und Beschränkungsmaßnahmen
Innerhalb der Ärzteschaft ist die wohl wichtigste Kommunikationsebene die Publikation von Fachbeiträgen in Lehrbüchern bzw. Fachzeitschriften, die zu ABS in zunehmendem Maße zur Verfügung stehen. Neben dieser „hierarchischen“ Kommunikation findet eine wichtige Kommunikation auch „auf Augenhöhe“ im Rahmen von ärztlichen Qualitätszirkeln statt.
Eine weitere ABS-Maßnahme besteht in Informationen an verschreibende Ärzte über die Menge und Art der von ihnen in einem zurückliegenden Zeitraum verordneten Antibiotika. Wird dies verbunden mit vergleichenden Angaben („Benchmarking“) zur entsprechenden Fachgruppe bzw. geographischen Region, kann das bei den Adressaten zum Überdenken der eigenen Position innerhalb der Gruppe bzw. Region führen, insbesondere, wenn das eigene Verordnungsverhalten im oberen Vergleichsbereich liegt – und konsekutiv zu einem verringerten Verordnungsverhalten. 2018 hatte die Kassenärztliche Vereinigung Westfalen-Lippe (KVWL), in Zusammenarbeit mit dem Projekt AnTiB, erstmalig ein solches vergleichendes Antibiotika-Reporting an eine Reihe von Fachgruppen in Westfalen-Lippe verschickt. Dieses Projekt wurde bislang wegen der zwischenzeitlich eingetretenen Covid-19-Pandemie bislang noch nicht fortgesetzt. In diesem Kontext wurde auch ein gezieltes Feedback an Vielverordner diskutiert, etwa verbunden mit verpflichtenden Nachschulungen zur Antibiotika-Verordnung.
Unter Feedbackmaßnahmen könnten auch sog. „ABS-Visiten“ verstanden werden, die insbesondere in Krankenhäusern, und dort vornehmlich auf „kritischen“ Bereichen wie Intensivstationen – mit besonders hohem bzw. „breiten“ Antibiotikaeinsatz – in regelmäßigen Abständen stattfinden, und bei denen der aktuelle bzw. zurückliegende Antibiotikaeinsatz von ABS-Fachleuten moderiert wird. (alternativ in Form von ABS-Konsiliardiensten) Die Patienten werden hierbei individuell diskutiert, und jeder Teilnehmer der Visiten bringt seine Sichtweise zum Patienten ein, um am Ende im Konsens zunächst die Antibiotikaindikation grundsätzlich zu überdenken und anschließend den geeignetsten Wirkstoff in adäquater Dosierung und Dauer festzulegen, bzw. im Intervall zu überprüfen. Hier zeigt sich insbesondere der Mehrwert der Interdisziplinarität zwischen den ärztlichen Berufsgruppen, der Mikrobiologie und Pharmazie.
In Krankenhäusern in Deutschland gibt es das Verfahren des „Oberarztrezeptes“, d. h., dass bestimmte Medikamente – hier „höherwertige“ Antibiotika – nicht von allen Ärzten, sondern nur von Oberärzten angefordert bzw. angeordnet werden dürfen. Dieses Prinzip könnte auch erweitert werden auf das Vorhandensein bestimmter Zusatzqualifikationen, z. B. einer Qualifikation in Infektiologie bzw. ABS.
In diesem Zusammenhang wurden auch bereits „Ampelsysteme“ entwickelt, die den eher „schmalspektrigen“ Antibiotika ein „grün“ und den „breitspektrigen“ bzw. Reserveantibiotika ein „gelb“ bzw. „rot“ zuordnen – mit entsprechenden Einsatzrestriktionen. Solche Systeme kommen jedoch soweit bekannt allenfalls punktuell zum Einsatz.

### Patientenedukation und Empowerment
Die Kommunikation zwischen Arzt und Patient, ob ein Antibiotikum medizinisch erforderlich ist, ist vor allem da von Bedeutung, wo Patienten einen – aus Sicht des Arztes – inadäquaten Wunsch nach einem Antibiotikum äußern. Hier besteht noch Schulungsbedarf für die Ärzte, ihren Patienten bei dieser Entscheidung besser „mitzunehmen“. Es liegt nahe, (zukünftige) Patienten auf die Wirkungsweise von Antibiotika, ihre meist fehlende Wirkung bei bestimmten häufigen Erkrankungen wie Erkältungen sowie ihre potentiell schädlichen Auswirkungen hinzuweisen.
Dies kann etwa erfolgen mittels Informationen durch Institutionen wie Gesundheitsbehörden oder Krankenkassen, aber auch durch mediale Informationskampagnen. Auch Infomaterial zum Aushang bzw. zur Auslage in Praxen kann zum Einsatz kommen. Es herrscht die Annahme, dass solchermaßen vorgebildete Patienten eine kritischere Haltung gegenüber Antibiotika entwickeln und deren Einsatz im Dialog mit dem verschreibenden Arzt im Sinne eines Empowerment mitbestimmen können.
Zum Einsatz können auch Hilfsmittel wie der „Infozept-Generator kommen“, der dem Patienten die aktuelle Entscheidungsfindung – gegen ein Antibiotikum – verständlich erläutert.
Einen anderen Ansatz stellt das „Bedarfsrezept“ dar: Hier wird dem Patienten eine Antibiotikaverordnung ausgestellt, die aber nur bei Anhalten bzw. Verschlechterung eines Infektzustandes eingelöst werden soll. Damit werden dem Patienten, und dem Arzt, eine erneute Konsultation erspart, die dann ohnehin zu einer Verordnung führen würde. Dies setzt allerdings entsprechend aufgeklärte und verlässliche Patienten voraus.

### Einschränkung eines unsachgemäßen Zugangs zu Antibiotika
Zwar herrscht in weiten Teilen der EU, insbesondere in den deutschsprachigen Ländern Deutschland, Österreich und der Schweiz, Rezeptpflicht für Antibiotika. In einigen EU-Ländern jedoch können Antibiotika rezeptfrei erworben werden. Hinzu kommt der spätere „eigenmächtige“ Gebrauch ursprünglich ärztlich verordneter, aber nicht verbrauchter Antibiotika seitens der Patienten. Dies trägt vermutlich in nicht unerheblichem Maße zur Resistenzentwicklung bei. Diesen unkontrollierten bzw. nicht ärztlich sachgemäß geleiteten Zugang zu Antibiotika gilt es zu einzuschränken.

### Diagnostic Stewardship, Labortests
Wie in der Einleitung dargelegt, spielt bei einer vermuteten Infektionskrankheit eine Rolle, ob überhaupt eine Infektion vorliegt, wenn ja, ob diese bakterieller Genese ist, wenn ja, welche Bakterien mit welchem Resistenzmuster verantwortlich sind – um diese dann möglichst zielgerichtet mit Antibiotika behandeln zu können, mit möglichst guter therapeutischer Wirkung bzw. möglichst geringen Nebenwirkungen sowie mit möglichst geringer Begünstigung von Resistenzentwicklung. Daher kommt speziell bei Infektionen eine möglichst zielgerichtete Diagnosestellung eine besondere Bedeutung zu. Solche diagnostischen Aspekte werden im Kontext von ABS auch mit „Diagnostic Stewardship“ umschrieben.
Die hierbei zum Einsatz kommenden Diagnoseverfahren können grundsätzlich unterteilt werden in Laborverfahren und sonstige Methoden. Die Laborverfahren wiederum können, zur ersten Übersicht, unterteilt werden in Labortests zur allgemeinen Entzündungsdiagnostik, in mikrobiologische Kulturverfahren sowie in „moderne“ infektiologische Testverfahren. Vgl. z. B.
Z. B. gibt es von Seiten der mikrobiologischen Labore die Möglichkeit, im Antibiogramm aus einem bestimmten Material, z. B. Urin, für einen darin gefundenen Erreger die bestwirksamsten AB hervorzuheben, bzw. besondere Handlungsempfehlungen für bestimmte infektiologische Konstellationen festzuhalten.

### ABS-Programme
Zunächst wäre abzugrenzen zwischen ABS-Projekten (s. o.), die sich i. d. R. auf einen umschriebenen Geltungsbereich etwa einer medizinischen Fachgruppe beziehen und oft nur eine beschränkte Laufzeit haben, und ABS-Programmen, die in ihren Geltungsbereichen eher auf Dauer angelegt sind.
ABS-Programme werden typischerweise von Kliniken im Rahmen ihrer eigenen Patientenversorgung entwickelt. Eine, zumal systematische, Übersicht der in Deutschland aktuell verfügbaren Programme existiert noch nicht. Diese könnte nützlich sein zur Förderung der Entwicklung eigener Programme von Kliniken, bzw. könnte auch ein Rahmenkatalog der für solche ABS-Programme denkbaren „Werkzeuge“ hilfreich sein, den die Kliniken dann je nach Bedarf und Möglichkeiten ausfüllen.
Vergleichbare Ansätze aus dem ambulanten Sektor sind nicht bekannt, jedoch wäre auch hier ein „Rahmenkatalog“ denkbar, der allerdings aufgrund sehr unterschiedlicher Ausgangsvoraussetzungen verschiedener Fachgruppen bzw. regionalen Gegebenheiten schwieriger darzustellen sein könnte.

## Effekte, Evaluation
Grundsätzlich erscheint das Konzept von ABS plausibel. Im Sinne der. evidenzbasierten Medizin (EBM) wäre jedoch zu prüfen, inwieweit sich ABS messbar auf die Gesundheit von Individuen bzw. auf die Gesundheit der Bevölkerung auswirkt. Zu unterscheiden sind dabei Effekte, die einen direkten Bezug zur Gesundheit von Individuen bzw. Bevölkerung haben, sowie indirekte Effekte, die einen positiven Gesundheitsbezug zumindest nahelegen (sog. Surrogatparameter).
Die Wirksamkeit von ABS-Maßnahmen auf eine möglichst effektive individuelle Behandlung von Infektionskrankheiten zu operationalisieren erscheint nicht ganz einfach, weil der Einfluss ABS-spezifischer Maßnahmen auf einzelne Krankheitsverläufe – zumal im Vergleich mit der Nichteinhaltung solcher Maßnahmen – schwierig messbar bzw. vergleichbar erscheint. Einfacher erscheint die Sichtbarmachung einer möglichst Verringerung von unerwünschten Effekten einer Antibiotikabehandlung angesichts von Nebenwirkungen und von Resistenzentwicklungen im individuellen Patienten.
Auf Bevölkerungsebene hingegen sind ABS-Bemühungen leichter messbar und interpretierbar, da hier die Erhebung von Kenngrößen wie etwa der Verbrauch bestimmter AB, oder die Dynamik des lokalen Resistenzgeschehens, besser verfolgbar ist. Auf Bundesebene erfolgt dieser Ansatz seitens des RKI. Dabei gewinnt die Antibiotika-Verbrauchs-Surveillance (AVS), neben der Antibiotika-Resistenz-Surveillance (ARS), zunehmend an Relevanz, zumal eine Interaktion zwischen beiden Größen – mikrobielles Resistenzspektrum und Antibiotikaverbrauch – besteht. So richtete das RKI im Dezember 2023 eigens ein Symposium „ARS – AVS – ARVIA“ aus, wobei ARS und AVS via ARVIA auf Krankenhausebene in Bezug zueinander ausgewertet werden.
Dabei zeigte sich, dass der ambulante gegenüber dem stationären Sektor noch hinterherhinkt, was Beachtung und Datenlage angeht. Eine wesentliche Problematik der AVS im ambulanten Sektor war bislang, dass Verbrauchsdaten sowohl quantitativ – bezogen auf einzelne Praxen der verschreibenden Ärztinnen und Ärzte – als auch qualitativ – hinsichtlich der jeweiligen Indikationen bzw. Diagnosen – unzureichend vergleichbar zwischen verschiedenen Regionen waren. Dieses Manko wurde versucht mit innovativen Ansätzen anzugehen.

## Situation international
(die nachfolgenden Verknüpfungen zu Österreich und der Schweiz sollen nur stichpunktartig auf die jeweiligen lebendigen ABS-Szenen dieser Länder hinweisen)

### Österreich
- Bundesministerium Gesundheit[39]
- Österreichische Ges. für Antimikrobielle Chemotherapie e.V. (OEGACH)[40]
- AKH Wien[41]

### Schweiz
- Bundesamt für Gesundheit (BAG)[42]
- Die Spitäler der Schweiz[43]
- Schweizerisches Zentrum für Antibiotikaresistenzen[44]

### International Sonstiges
- World Health Organization (WHO)[45]
- European Centre for Disease Prevention and Control (ECDC)[46]